# THN2-1
THN2-1 è il fossile di un molare, probabilmente appartenuto ad un ominide della specie Homo di Denisova, scoperto nel 2018 nella grotta del Cobra nel Laos.

## Tassonomia
Il fossile, la corona di un molare, sulla base dell'analisi delle proteiene e della comparazione morfologica con reperti simili rinvenuti in Asia, presenta diverse somiglianze con i denti della Mandibola di Xiahe ritrovata nella grotta di Baishiya in Cina, è perciò con molta probabilità è attribuibile ad un individuo della specie Homo di Denisova.

## Caratteristiche
Il dente, datato ad un periodo compreso tra 164.000 - 131.000 anni fa, non presenta segni di usura, compatibile con i denti di un individuo di giovane età, compresa tra i 3 e 8 anni.